# 運動公園駅 (宮崎県)
運動公園駅（うんどうこうえんえき）は、宮崎県宮崎市大字熊野にある、九州旅客鉄道（JR九州）日南線の駅である。

## 歴史
- 1984年（昭和59年）3月18日：国鉄日南線木花駅 - 曽山寺駅間に臨時駅として新設[2]。みやざきフラワーショー（現・みやざきフラワーフェスタ、当時は宮崎県総合運動公園で開催）に伴う国道220号の渋滞対策として開設された[3]。当初から無人駅[4]。
- 1987年（昭和62年）4月1日：国鉄分割民営化に伴い、九州旅客鉄道（JR九州）の駅となる[1]。常設駅として正式に開設[1]。
- 2022年（令和4年）4月1日：宮崎支社発足、鹿児島支社から同支社へ移管[5]。
- 2025年（令和7年）度：ICカード「SUGOCA」が利用可能となる予定[6]。

## 駅構造
単式ホーム1面1線を有する地上駅。簡易な旅客上屋がある。
無人駅。近距離きっぷ自動券売機が設置されている。

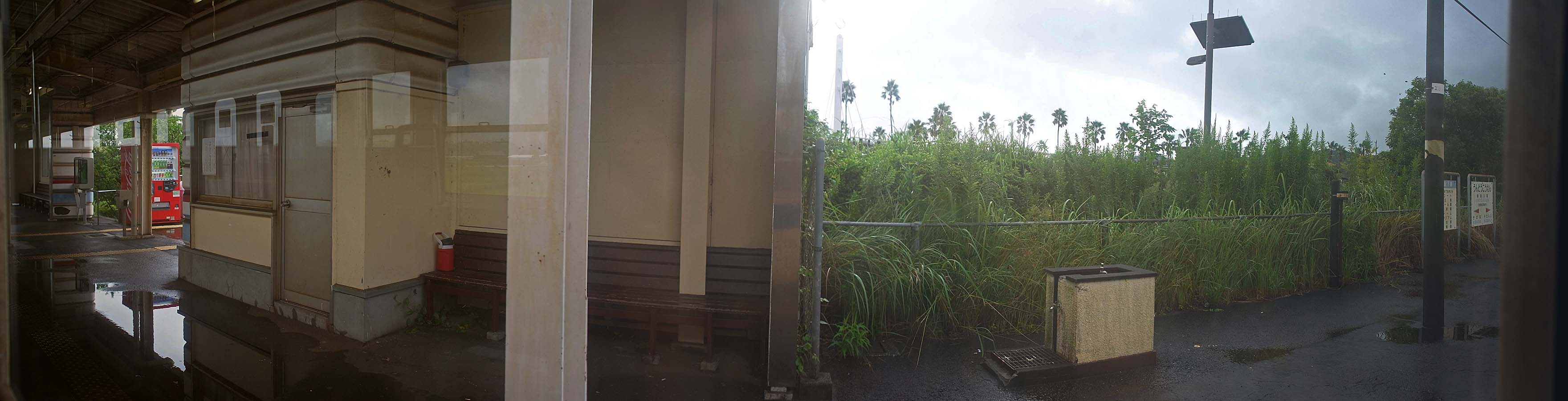
駅構内（2011年9月）

## 利用状況
2015年（平成27年）度の1日平均乗車人員は31人である。
「宮崎県統計年鑑」における近年の1日平均乗車人員の推移は以下の通り。
| 年度   | 1日平均 乗車人員 |
| ------ | ---------------- |
| 1996年 | 119              |
| 1997年 | 115              |
| 1998年 | 102              |
| 1999年 | 107              |
| 2000年 | 104              |
| 2001年 | 90               |
| 2002年 | 86               |
| 2003年 | 87               |
| 2004年 | 78               |
| 2005年 | 65               |
| 2006年 | 58               |
| 2007年 | 57               |
| 2008年 | 68               |
| 2009年 | 46               |
| 2010年 | 40               |
| 2011年 | 36               |
| 2012年 | 35               |
| 2013年 | 31               |
| 2014年 | 32               |
| 2015年 | 31               |

## 駅周辺
- 宮崎県総合運動公園：当駅は、この公園南口前に位置する。公園北部サンマリンスタジアム宮崎等は、距離で言えば木花駅の方が近い。
- 運動公園南口バス停 - 宮崎交通（宮崎駅前バスセンター / 宮崎駅 - 宮交シティ（南宮崎駅近く） - 青島 - 白浜入口、宮崎駅前バスセンター / 宮崎駅 - 宮交シティ - 宮崎空港 - 青島 - 油津駅前 - 飫肥）

## 隣の駅
九州旅客鉄道（JR九州）
■日南線
■快速「日南マリーン号」
木花駅 - 運動公園駅 - 子供の国駅
■普通
木花駅 - 運動公園駅 - 曽山寺駅